# Estación La Pastora
La Pastora es una estación ferroviaria, ubicada en el Partido de Tandil, en la Provincia de Buenos Aires, hacia las estaciones de Azul y Tandil.

## Servicios
Es una pequeña estación del ramal perteneciente al Ferrocarril General Roca, servido por la empresa Ferrosur Roca desde la estación Azul, hasta la Tandil. Las formaciones de cargas, no se detienen en esta estación.